# 假聲
假聲，又稱假音，是指用以發出比正常音域高的聲音，並且和正常音域重疊大概一個八度。
假聲是通過声带邊緣的韧带振動產生。雖然常視作歌唱技巧，實際上也常常出現在日常交談中，也是言語治療學中歸類的四大發聲方法之一。
假聲明顯帶有呼吸聲，且常被認為類似笛音，很少出現泛音。比起正常發聲方式，以假聲說話、唱歌，在音色、音质、音量等方面的中意外界線寬鬆變化明顯受更多限制。過去，由於女性假聲較男性變化更不明顯，因而常認為假聲是男性的特有發聲方式，其實無論男性女性都能發出假聲。 而義大利的原詞「falsetto」，常用來形容令歌手能夠唱出超越自己正常音域上限的高音的技術。
通常一般人只能偶爾發出假聲，但在青春期變聲的男性，特別容易發出假聲。

## 發聲原理
正常的聲音和假聲最大的差別在聲帶的震動方式。正常發聲的時候，聲門會從下而上開啟帶動整個聲帶一起震動。發出假聲的時候，只有聲帶邊緣的韌帶會震動，聲帶本身的肌肉是放鬆的。
美國聲樂教育學家 William Vennard 是這樣描述的：

隨著聲帶肌鬆弛，杓狀軟骨可能對聲帶邊緣的韌帶施加很大的縱向張力。這種張力可以讓發聲者在聲帶拉到極限之後進一步提高音高。此時聲帶變得很薄，所以幾乎沒有垂直相位差。而聲帶肌會落到喉部的兩側，使得震動只發生在韌帶上。

## 另見
- 哨音